# Asociación estelar de Zeta Herculis
Olin J. Eggen en 1958 publicó por primera vez sobre la existencia de esta asociación estelar, caracterizada por la elevada velocidad del movimiento propio de la estrella Rutilicus [Zeta (ζ) Herculis] a través del espacio, encontrándose otras estrellas con similar movimiento propio y cuya velocidad media estimada es de 74,5 km/s. Fueron indentificadas un total de 22 estrellas candidatas a formar parte de esta asociación estelar lideradas por Zeta Herculis.
En 1970, Richard Woolley redefinió el listado de estrellas hasta dejarlo en una decena de miembros.
El movimiento paraláctico de las estrellas de este grupo implica un origen común y en consecuencia una edad y composición similar. 
Hay una línea de investigación que ha deducido que ζ Herculis y HD 158614 muestran una composición física que es propia de estrellas más jóvenes que otros miembros de la agrupación. 
Esta asociación estelar, tiene estimada una edad de 8,2 millones de años, mientras ζ Herculis tiene una edad estimada de 6,3 millones de años De igual manera, un análisis estadístico de la metalicidad de los componentes de este grupo no muestra diferencia entre ellos.
| Nombre          | Constelación | B  | F  | HD     | HIP    | vis. mag. | Dist. (al) | Clase esp. | Notas       |
| --------------- | ------------ | -- | -- | ------ | ------ | --------- | ---------- | ---------- | ----------- |
| Rutilicus ζ Her | Hércules     | ζ  | 40 | 150680 | 81693  | 2.81      | 35         | F9IV       |             |
| β Hyi           | Hydrus       | β  |    | 2151   | 2021   | 2.82      | 24         | G2IV       |             |
| φ2 Pav          | Pavo         | φ2 |    | 196378 | 101983 | 5.11      | 79         | F8V        |             |
| ζ2 Ret          | Reticulum    | ζ2 |    | 20807  | 15371  | 5.24      | 39         | G1V        |             |
| HD 158614       | Ophiuchus    |    |    | 158614 | 85667  | 5.31      | 54         | G8IV-V     | Gliese 678  |
| ζ1 Ret          | Reticulum    | ζ1 |    | 20766  | 15330  | 5.53      | 40         | G2V        |             |
| 1 Hya           | Hydra        |    | 1  | 70958  | 41211  | 5.61      | 89         | F3V        |             |
| HD 14680        | Fornax       |    |    | 14680  | 10977  | 8.82      | 107        | K2V        | Gliese 9079 |
| HIP 59198       | Virgo        |    |    |        | 59198  | 11.69     | 94         | K7         | Gliese 456  |